# Comtat de Rheinfelden
El comtat de Rheinfelden fou una jurisdicció feudal de l'actual Suïssa sorgida al segle XI i que va agafar aquest nom en establir-se al castell de Stein a Rheinfelden.
La família governava amb dret comtal el Sisgau (1048), Sundgau (1052) i l'Albgau. Els seus dominis estaven al sud de la Selva Negra i a la regió de l'Aar i l'Emme, i el castell de Stein i la vila de Rheinfelden al Sisgau eren feus imperials dins el Sisgau. Es creu que estaven emparentats amb la casa reial de Borgonya, la noblesa lorenesa i els comtes d'Habsburg. El seu ancestre seria Cunó (Khuno) de Borgonya, comte palatí mort el 1026. El va succeir el seu fill Cunó II i a aquest Rodolf, administrador del domini reial de Borgonya, que el 1057 fou nomenat duc de Suàbia per Agnes, vídua d'Enric III, segurament per evitar que agafés la direcció de la nobles borgonyona oposada a la incorporació del regne de Borgonya al Sacre Imperi; es va casar llavors (segurament ja estava casat amb una princesa de la casa d'Homberg) amb Matilde filla d'Enric III que li va aportar en dot dominis a Suïssa septentrional, especialment Erlinsbach, que va cedir al convent d'Einsiedeln el 1070; Matilde va morir el 1060 i es va casar llavors amb Adelaida de Savoia de la que es va separar el 1070 (el Papa va refusar el divorci). Vers 1071 va començar el seu conflicte amb el seu cunyat Enric IV però va demanar la mediació d'Agnes es va arranjar i va anar a combatre els saxons al costat del seu cunyat; partidari de la reforma va introduir les regles de l'abadia de Fruttuaria (Piemont) a Sant Blas (a la Selva Negra) el 1072; abans de 1075 va fundar el priorat clunisenc de Rüeggisberg. A la Guerra de les Investidures va prendre partit pel papa Gregori VII i va impedir a Enric IV, de camí a Canossa, de passar pels principals colls alpins (1076). El 1077 fou elegit anti-rei pels partidaris de reforma gregoriana, però les dificultats que va trobar a Magúncia, Augsburg, Constança (Alemanya) i Zúric quan va creuar el país després del coronament el van obligar a anar al nord on va rebre l'homenatge dels saxons. Enric IV el va declarar fora de la llei i va cedir part dels seus béns a Burcard d'Oltigen, bisbe de Lausana; Rudolf va tenir un èxit limitat i quan el papa el va reconèixer ja era una mica tard; el 1080 Rodolf va aconseguir una gran victòria a la batalla de Hohenmölsen, però va perdre la mà dreta i va acabar morint de la ferida.
El seu fill Bertold fou proclamat duc de Suàbia al lloc del seu pare absent el 1079. Els aliats del pare el van ajudar i així el 1084 quan estava assetjat a Berthoud, el comte Bertold de Zahringen va forçar l'aixecament del setge. Fou el darrer representant mascle de la família, i va morir sense fills el 1090. El seu germà Otó l'havia precedit. Els seus dominis van passar en gran part al seu cunyat Bertold II de Zahringen casat amb la seva germana Agnes.